# 共和党全国委員会
共和党全国委員会（きょうわとうぜんこくいいんかい、英: Republican National Committee、略称：RNC）は、アメリカ合衆国の共和党において全国の党組織を統率する組織である。
全国委員会は、議員と党職員から構成され、党の政策綱領作成、広報活動、政治資金調達、選挙戦略の調整などを行う。また、4年ごとに党の大統領候補を指名する共和党全国大会の計画や運営に対しても責任を負っている。ただし、通常時における政策の立案や決定に関与する立場ではない。
下部組織としての委員会は、アメリカのほとんどの州や郡に存在するが、州によっては、全国委員会によって管理されているキャンペーン組織の連合体として、下院議員の選挙区ごとに組織化されているところもある。さらに個別の大学にも委員会がある。
委員長は、各州の代表で構成される委員会委員によって選挙で選ばれる。なお、委員長は政党の党首に相当するが、裏方的もしくは座長的なポストであり他国の政党の党首の地位とは大きく異なる。全国委員長を務めた者で後に大統領になった者は、2021年現在、第41代大統領ジョージ・ハーバート・ウォーカー・ブッシュ（ジョージ・H・W・ブッシュ）ただ1人である（民主党では皆無）。